# Estamos no Começo de Algo Muito Bom, Não Precisa Ter Nome Não
Estamos no Começo de Algo Muito Bom, Não Precisa Ter Nome Não é o primeiro EP da banda brasileira de rock NX Zero, lançado em 18 de novembro de 2014.
Após o lançamento do álbum Em Comum, em 2012, a banda entrou em um período de crise e tinha até perdido o prazer de tocar devido à correria e tantos compromissos do dia a dia. Logo aí, o grupo decidiu alugar uma casa na praia, no litoral norte de São Paulo, montar um estúdio lá e se isolar do mundo. Aos poucos, o prazer voltou e nasceram novas músicas, algumas delas foram inclusas no EP e outras ficaram para entrar no seu próximo trabalho em estúdio, o álbum Norte. A faixa "Uma Gota no Oceano" é uma homenagem a Chorão e Champignon, da banda Charlie Brown Jr., ambos falecidos recentemente na época.

## Faixas
| N.º            | Título               | Duração |  |
| 1.             | "Vamos Seguir"       | 3:40    |  |
| 2.             | "Tira Onda"          | 6:02    |  |
| 3.             | "Uma Gota no Oceano" | 3:53    |  |
| 4.             | "Free Your Mind"     | 3:01    |  |
| Duração total: | Duração total:       | 16:36   |  |